# Каменистая 8-я
Каменистая 8-я — упразднённый посёлок в Бодайбинском районе Иркутской области России. Входил в состав Артёмовского городского поселения. Исключен из учётных данных в 1998 году.

## География
Находился на правом берегу реки Бодайбо в месте впадения в неё ручья Мариинский, на региональной дороге 25Н095 «Бодайбо — Кропоткин», в 2 км к северо-востоку от посёлка Артёмовский.

## История
Постановлением губернатора Иркутской области от 21 сентября 1998 года № 574-п посёлок исключен из учётных данных.